# 白井慶吉
白井 慶吉（しらい けいきち、1882年5月15日 - 1985年6月2日）は、日本の牧師。日本基督教団第5代議長。クリスチャン政治家加藤勝弥の従兄。加藤俊子の甥にあたる。

## 経歴
廻船問屋白井勝太郎の3男として新潟に生まれる。1892年(明治5年)に両親が長老派の日本基督新潟教会(現・日本基督教団東中通教会)でキリスト教に入信すると、日本基督教会巡回牧師石原保太郎から長老派の幼児洗礼を受ける。
1899年(明治32年)に北越商興会付属新潟商業学校(現・新潟県立新潟商業高等学校)を卒業する。1899年の夏に信仰告白をし堅信礼を受け、日本基督新潟教会の日曜学校の教師になり、日曜学校で教える。
1906年(明治39年)に上京し、東京神学社本科に入学し、植村正久の薫陶を受ける。在学中から『福音新報』の編集を手伝う。1909年(明治42年)に東京神学社を卒業すると、函館教会(現・日本基督教団函館相生教会)に赴任する。そこで按手礼を受けて、1912年(明治45年)に出身教会の日本基督新潟教会(現・日本基督教団東中通教会)に赴任する。
1915年(大正4年)に、熊本教会の牧師になる。1920年(大正9年)に渡米して、サンアンセルモ神学校、マコーミック神学校、プリンストン神学校大学院で学ぶ。1924年(大正13年)帰国して、母校の東京神学社の教授に就任する。
同年、旧満州国大連西広場教会の牧師に就任し、満州中会の議長を務める。1945年(昭和20年)8月満州国大連市の大連西広場教会の牧師として、満州で終戦を迎える。
1947年(昭和22年)2月大連より引き上げる。1947年5月4日大連西広場教会の引揚者を中心として、30名の信徒で日本基督教団千代田教会を設立する。
1958年に日本基督教団第4代総会議長武藤健の後をついで第5代総会議長を務める。1977年(昭和52年)3月4日千代田教会を引退。1978年（昭和53年）にキリスト教功労者を受賞。1985年(昭和60年)に103歳で死去した。